# Trophée de France 2010
Navigation
Édition précédente Édition suivante
Le Trophée de France est une compétition internationale de patinage artistique qui se déroule en France au cours de l'automne. Il accueille des patineurs amateurs de niveau senior dans quatre catégories: simple messieurs, simple dames, couple artistique et danse sur glace. En 2010 il s'appelait également Trophée Eric Bompard.
Le vingt-quatrième Trophée de France est organisé du 25 au 28 novembre 2010 au palais omnisports de Paris-Bercy. Il est la sixième compétition du Grand Prix ISU senior de la saison 2010/2011.

## Résultats

### Messieurs

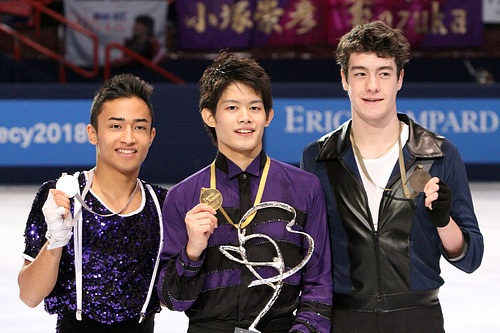
Podium des Messieurs

| Rang    | Nom               | Pays       | Points | Programme court | Programme court | Programme libre | Programme libre |
| ------- | ----------------- | ---------- | ------ | --------------- | --------------- | --------------- | --------------- |
| 1       | Takahiko Kozuka   | Japon      | 248.07 | 1               | 77.64           | 1               | 170.43          |
| 2       | Florent Amodio    | France     | 229.38 | 2               | 75.62           | 2               | 153.76          |
| 3       | Brandon Mroz      | États-Unis | 214.31 | 3               | 72.46           | 3               | 141.85          |
| 4       | Kevin Reynolds    | Canada     | 200.13 | 7               | 66.13           | 4               | 134.00          |
| 5       | Chafik Besseghier | France     | 185.69 | 4               | 70.33           | 7               | 115.36          |
| 6       | Song Nan          | Chine      | 181.53 | 8               | 62.88           | 5               | 118.65          |
| 7       | Peter Liebers     | Allemagne  | 177.54 | 6               | 66.53           | 8               | 111.01          |
| 8       | Anton Kovalevski  | Ukraine    | 173.92 | 9               | 55.79           | 6               | 118.13          |
| 9       | Zoltán Kelemen    | Roumanie   | 161.70 | 10              | 53.02           | 9               | 108.68          |
| Abandon | Brian Joubert     | France     |        | 5               | 66.95           |                 |                 |

### Dames

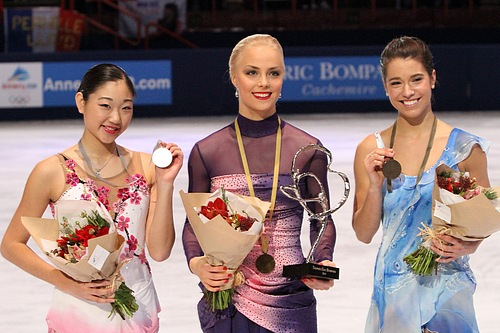
Podium des Dames

| Rang | Nom                | Pays       | Points | Programme court | Programme court | Programme libre | Programme libre |
| ---- | ------------------ | ---------- | ------ | --------------- | --------------- | --------------- | --------------- |
| 1    | Kiira Korpi        | Finlande   | 169.74 | 1               | 61.39           | 2               | 108.35          |
| 2    | Mirai Nagasu       | États-Unis | 167.79 | 2               | 58.72           | 1               | 109.07          |
| 3    | Alissa Czisny      | États-Unis | 159.80 | 4               | 55.50           | 4               | 104.30          |
| 4    | Cynthia Phaneuf    | Canada     | 155.11 | 6               | 50.51           | 3               | 104.60          |
| 5    | Mao Asada          | Japon      | 148.02 | 7               | 50.10           | 5               | 97.92           |
| 6    | Haruka Imai        | Japon      | 145.47 | 3               | 58.38           | 9               | 87.09           |
| 7    | Sonia Lafuente     | Espagne    | 143.60 | 8               | 46.81           | 6               | 96.79           |
| 8    | Fumie Suguri       | Japon      | 138.18 | 5               | 50.76           | 8               | 87.42           |
| 9    | Maé-Bérénice Méité | France     | 137.08 | 11              | 41.69           | 7               | 95.39           |
| 10   | Sarah Hecken       | Allemagne  | 130.17 | 9               | 46.73           | 10              | 83.44           |
| 11   | Candice Didier     | France     | 120.80 | 10              | 46.06           | 12              | 74.74           |
| 12   | Léna Marrocco      | France     | 113.31 | 12              | 38.39           | 11              | 74.92           |

### Couples

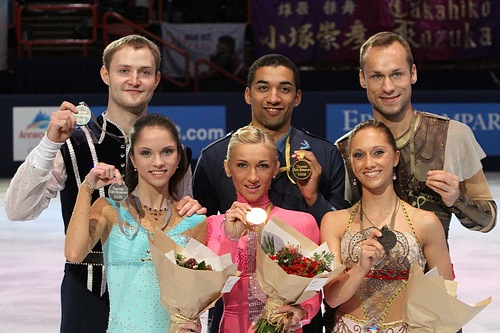
Podium des couples artistiques

| Rang | Nom                               | Pays               | Points | Programme court | Programme court | Programme libre | Programme libre |
| ---- | --------------------------------- | ------------------ | ------ | --------------- | --------------- | --------------- | --------------- |
| 1    | Aljona Savchenko / Robin Szolkowy | Allemagne          | 197.88 | 1               | 66.65           | 1               | 131.23          |
| 2    | Vera Bazarova / Yuri Larionov     | Russie             | 183.00 | 2               | 64.18           | 2               | 118.82          |
| 3    | Maylin Hausch / Daniel Wende      | Allemagne          | 157.42 | 3               | 54.02           | 3               | 103.40          |
| 4    | Mylène Brodeur / John Mattatall   | Canada             | 145.31 | 4               | 45.47           | 4               | 99.84           |
| 5    | Felicia Zhang / Taylor Toth       | États-Unis         | 127.48 | 5               | 40.93           | 5               | 86.55           |
| 6    | Klára Kadlecová / Petr Bidař      | République tchèque | 112.08 | 7               | 39.32           | 6               | 72.76           |
| 7    | Anna Khnychenkova / Mark Magyar   | Hongrie            | 110.13 | 6               | 39.46           | 7               | 70.67           |

### Danse sur glace

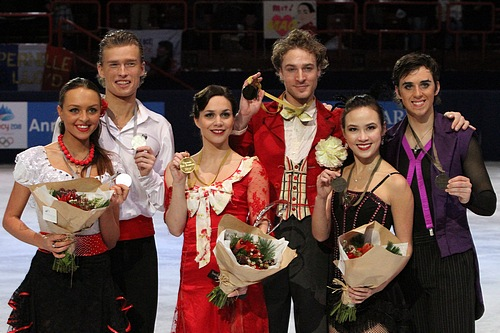
Podium de la danse sur glace

| Rang | Nom                                  | Pays       | Points | Danse courte | Danse courte | Danse libre | Danse libre |
| ---- | ------------------------------------ | ---------- | ------ | ------------ | ------------ | ----------- | ----------- |
| 1    | Nathalie Péchalat / Fabian Bourzat   | France     | 161.82 | 1            | 65.48        | 1           | 96.34       |
| 2    | Ekaterina Riazanova / Ilia Tkachenko | Russie     | 146.79 | 2            | 60.81        | 2           | 85.98       |
| 3    | Madison Chock / Greg Zuerlein        | Italie     | 138.48 | 3            | 58.09        | 3           | 80.39       |
| 4    | Pernelle Carron / Lloyd Jones        | France     | 126.94 | 4            | 53.36        | 4           | 73.58       |
| 5    | Huang Xintong / Zheng Xun            | Chine      | 123.10 | 7            | 49.55        | 5           | 73.55       |
| 6    | Kharis Ralph / Asher Hill            | Canada     | 121.39 | 6            | 50.50        | 6           | 70.89       |
| 7    | Isabella Cannuscio / Ian Lorello     | États-Unis | 116.60 | 5            | 52.19        | 7           | 64.41       |
| 8    | Dora Turoczi / Balazs Major          | Hongrie    | 104.03 | 8            | 41.27        | 8           | 62.76       |

## Sources
- Résultats du Trophée Eric Bompard 2010
- Patinage Magazine N°125 (Janvier/Février 2011)